# Lillesjön (Hamneda socken, Småland)
Lillesjön är en sjö i Ljungby kommun i Småland och ingår i Helge ås huvudavrinningsområde. Sjön är 2,8 meter djup, har en yta på 0,226 kvadratkilometer och är belägen 127,1 meter över havet. Sjön avvattnas av vattendraget Lillån (Prästebodaån).

## Delavrinningsområde
Lillesjön ingår i det delavrinningsområde (628437-138416) som SMHI kallar för Inloppet i Lillesjön. Medelhöjden är 144 meter över havet och ytan är 47,78 kvadratkilometer. Räknas de 2 avrinningsområdena uppströms in blir den ackumulerade arean 166,2 kvadratkilometer. Lillån (Prästebodaån) som avvattnar avrinningsområdet har biflödesordning 2, vilket innebär att vattnet flödar genom totalt 2 vattendrag innan det når havet efter 136 kilometer. Avrinningsområdet består mestadels av skog (57 procent), jordbruk (18 procent) och sankmarker (12 procent). Avrinningsområdet har 0,21 kvadratkilometer vattenytor vilket ger det en sjöprocent på 0,4 procent.